# Шарнірна черепаха трисмуга
Шарнірна черепаха трисмуга (Cuora trifasciata) — вид черепах з роду Шарнірна черепаха родини Азійські прісноводні черепахи.

## Опис
Загальна довжина досягає 21 см. Голова невелика. Морда слабко витягнута. Панцир яйцеподібний. Пальці на міцних лапах лише трохи перетинчасті. На карапаксі різко виділяються 3 чорні поздовжні смуги на жовтуватому тлі. Голова світло—жовта з темними бічними смужками. Кінцівки та хвіст червонувато—коричневі або жовтогарячі.

## Спосіб життя
Полюбляє маленькі, мілководні річки, ставки, озерця, болота. Цю черепаху нерідко можна бачити серед інших черепах у ставках буддійських монастирів. Може відходити від водойм до 400 м. Зустрічається також у лісистій місцині й на пасовищах. Харчується личинками комах, ракоподібними, равликами, рибою, земноводними, водними рослинами, фруктами, іноді дрібними гризунами.
Статева зрілість у самців настає у 3—5 років, у самиць — 5—7 років. Самиця відкладає до 7 яєць. Вкрай рідко 12. Інкубаційний період триває від 67 до 90 діб.

## Розповсюдження
Мешкає у північній М'янмі, південному Китаї, В'єтнамі.